# Avenue Prudent Bols
Pour les articles homonymes, voir Bols.
L’avenue Prudent Bols est une avenue de la Ville de Bruxelles, dans l’ancienne commune de Laeken.
Celle-ci commence , en sa partie haute, à un carrefour avec la Rue Steyls, et se termine en sa partie basse en donnant sur l'Avenue Richard Neybergh. Entre-temps, l'Avenue Prudent Bols croise respectivement les rues Jacobs-Fontaine, Léopold Ier et Laneau.  

## Accès
| ___ | Ce site est desservi par les stations de métro : Pannenhuis et Bockstael. |